# محوطه سید محمدی
محوطه سید محمدی مربوط به مس و سنگ است و در شهرستان گیلانغرب، بخش گواور، دهستان گواور، ۱۳۰۰ متری جنوب شرق روستای سیدمحمدی واقع شده و این اثر در تاریخ ۲۷ اسفند ۱۳۸۶ با شمارهٔ ثبت ۲۲۴۱۱ به‌عنوان یکی از آثار ملی ایران به ثبت رسیده است.